# Pulau Sipasabela
Pulau Sipasabela är en ö i Indonesien.   Den ligger i provinsen Sumatera Barat, i den västra delen av landet, 800 km väster om huvudstaden Jakarta.